# Setaria helvola
Espèce
Setaria helvola (synonyme : Setaria pumila), la sétaire glauque ou sétaire naine, est une espèce de plantes monocotylédones de la famille des Poaceae, sous-famille des Panicoideae, originaire des régions tropicales et tempérées chaudes de l'Ancien Monde.
Ce sont des plantes herbacées annuelle, cespiteuses, aux tiges (chaumes) géniculées pouvant atteindre 130 cm de long, et aux inflorescences en panicules spiciformes. 

## Taxinomie

### Synonymes
Selon The Plant List (10 février 2018) :
- Chaetochloa glauca var. purpurea Farw.
- Chaetochloa lutescens var. longispica Honda
- Oplismenus helvolus (L.f.) P.Beauv.
- Panicum flavescens Moench, nom. illeg.
- Panicum glaucum var. elongatum Pers.
- Panicum glaucum var. flavescens Elliott
- Panicum glaucum var. humifusum Lej.
- Panicum glaucum var. laevigatum Torr.
- Panicum glaucum var. pumilum (Poir.) Asch. & Graebn.
- Panicum helvolum L.f.
- Panicum holcoides J.Jacq.
- Panicum imberbe var. pumilum (Poir.) Nees
- Panicum luteum Gueldenst., nom. nud.
- Panicum pallide-fuscum Schumach.
- Panicum pumilum Poir.
- Panicum rubiginosum Steud.
- Pennisetum helvolum (L.f.) R.Br.
- Setaria aurea var. penicillata A.Chev., nom. nud.
- Setaria aurea var. rubiginosa (Steud.) Peter
- Setaria auricoma Link ex A.Braun
- Setaria boninensis Nakai, nom. nud.
- Setaria breviglumis St.-Lag.
- Setaria dasyura Schlecht.
- Setaria erythraeae Mattei
- Setaria glauca f. abyssinica Pilg.
- Setaria glauca var. bracteata Bolzon
- Setaria glauca var. breviseta Buse
- Setaria glauca var. breviseta Chiov., nom. illeg.
- Setaria glauca var. dura (I.C.Chung) I.C.Chung
- Setaria glauca var. elongata (Pers.) Raddi
- Setaria glauca subsp. humifusa Dumort.
- Setaria glauca var. ictura Buse
- Setaria glauca var. longispica (Honda) Makino & Nemoto
- Setaria glauca var. macrocarpa Hook.f.
- Setaria glauca var. minutissima F.M.Bailey
- Setaria glauca subsp. pallide-fusca (Schumach.) B.K.Simon
- Setaria glauca var. pallide-fusca (Schumach.) T.Koyama
- Setaria glauca var. pumila (Poir.) Hegi
- Setaria glauca subsp. subtesselata Buse
- Setaria humifusa (Dumort.) Dumort.
- Setaria laeta de Wit
- Setaria lutescens var. dura I.C.Chung
- Setaria lutescens var. longispica (Honda) Honda
- Setaria lutescens f. pumila (Poir.) Soó
- Setaria pallide-fusca (Schumach.) Stapf & C.E.Hubb.
- Setaria pallide-fusca var. breviseta (Buse) Jansen
- Setaria pallide-fusca var. ictura (Buse) Jansen
- Setaria pallide-fusca f. penicillata (Stapf & C.E.Hubb.) Stapf & C.E.Hubb.
- Setaria pallide-fusca var. sericea de Wit
- Setaria pennicillata Nees ex Wall., nom. nud.
- Setaria pumila (Poir.) Roem. & Schult.
- Setaria pumila subsp. pallide-fusca (Schumach.) B.K.Simon
- Setaria pumila subsp. subtesselata (Buse) B.K.Simon
- Setaria rubiginosa (Steud.) Miq.
- Setaria rubiginosa f. penicillata Stapf & C.E.Hubb.,
- Setaria sciuroidea Müll.Hal.
- Setaria ustilata de Wit